# قدرت‌الله سهاک
قدرت الله سهاک (زاده ۱۳۵۰ ولسوالی سروبی ولایت کابل) سیاستمدار افغانستان و نماینده مردم ولایت کابل در دوره شانزدهم مجلس نمایندگان است. وی در مجلس شانزدهم نمایندگان افغانستان عضو کمیسیون روابط بین‌الملل می‌باشد.

## زندگی‌نامه
قدرت الله سهاک زاده ۱۳۵۰ از ولسوالی سروبی ولایت کابل می‌باشد.

## دیگر فعالیت‌ها
دیگر فعالیت‌های ایشان:
- رئیس کمپانی تبلیغاتی فلیکسو ساین.